# Arroio Uvaranal
O arroio Uvaranal é um curso de água que banha o município de Telêmaco Borba, no estado do Paraná. Pertence à bacia do rio Tibagi, sendo afluente deste.